# Kilmar Tor
Kilmar Tor är ett berg i Storbritannien.   Det ligger i grevskapet Cornwall och riksdelen England, i den södra delen av landet, 300 km väster om huvudstaden London. Toppen på Kilmar Tor är 396 meter över havet, eller 118 meter över den omgivande terrängen. Bredden vid basen är 6,1 km. Kilmar Tor ingår i Hingston Down.
Terrängen runt Kilmar Tor är platt åt nordväst, men åt sydost är den kuperad. Runt Kilmar Tor är det ganska tätbefolkat, med 120 invånare per kvadratkilometer. Närmaste större samhälle är Bodmin, 19,4 km väster om Kilmar Tor. Trakten runt Kilmar Tor består i huvudsak av gräsmarker.